# Club Voleibol Aguere
Maillots
Le Club Voleibol Aguere est un club de volley-ball espagnol fondé en 1992 et basé à San Cristóbal de La Laguna qui évolue pour la saison 2014-2015 en Superliga Femenina.

## Historique
- 1992 : Création du club
- 2003 : accession en Superliga
- 2007 : finaliste de la coupe de la reine
- 2010 : Champion d'Espagne
- 2010 : finaliste de la Supercoupe d'Espagne

## Palmarès
- Championnat d'Espagne (1)
  - Vainqueur : 2010.
- Coupe d'Espagne
  - Finaliste : 2007.
- Supercoupe d'Espagne
  - Finaliste : 2010.

## Effectifs

### Saison 2014-2015
Entraîneur :  Ambrosio González